# Ryuzo Morioka
Ryuzo Morioka (Aoba-ku, 7 de outubro de 1985) é um ex-futebolista profissional japonês, que atuava como defensor.

## Carreira
Jogou por Kashima Antlers, Shimizu S-Pulse e Kyoto Sanga F.C..

## Seleção
Ele integrou a Seleção Japonesa de Futebol na Copa América de 1999., além de 38 presenças pela Seleção Japonesa de Futebol.

## Títulos
Japão
- Copa da Ásia: 2000